# Waardsebrug
De Waardsebrug is een brug in de provinciale weg 204 die ter hoogte van Snelrewaard in de gemeente Montfoort de Hollandse IJssel overspant. Het Hollandse IJsselpad loopt onder de brug door. De brug dankt haar naam aan de nabijgelegen Waardsedijk.